# Mount Bruns
Mount Bruns ist ein 910 m hoher Berg im westantarktischen Queen Elizabeth Land. In der nördlichen Patuxent Range der Pensacola Mountains ragt er 6 km nördlich des Mount Lowry in den Anderson Hills auf.
Der United States Geological Survey kartierte ihn anhand eigener Vermessungen und Luftaufnahmen der United States Navy aus den Jahren zwischen 1956 und 1966. Das Advisory Committee on Antarctic Names benannte ihn 1968 nach John E. Bruns, Glaziologe auf der Palmer-Station im antarktischen Winter 1967.